# Take It Like a Man
"Take It Like a Man" é o título de uma canção escrita por Tony Haselden e gravada por  Michelle Wright. A música aparece no álbum de Wright de 1992,  Now and Then, tendo se tornado o primeiro single do disco. A canção se tornou a primeira de Wright a alcançar o topo das paradas da revista canadense da RPM na quele ano. O single também foi seu único  top 10 na Billboard Hot Country Singles & Tracks nos Estados Unidos. A cantora de country Lari White aparece nos apoios vocais da música.

## Paradas
No Canada, o single estreou na posição  #84 da RPM em 28 de março de 1992, e ficou onze semanas até alcançar a posição número  #1 em 6 de junho de 1992.
| Paradas (1992)                              | Melhor posição |
| ------------------------------------------- | -------------- |
| Canadian RPM Country Tracks                 | 1              |
| Canadian RPM Adult Contemporary             | 18             |
| Canadian RPM 100                            | 52             |
| U.S. Billboard Hot Country Singles & Tracks | 10             |